# Ricardo Lagos

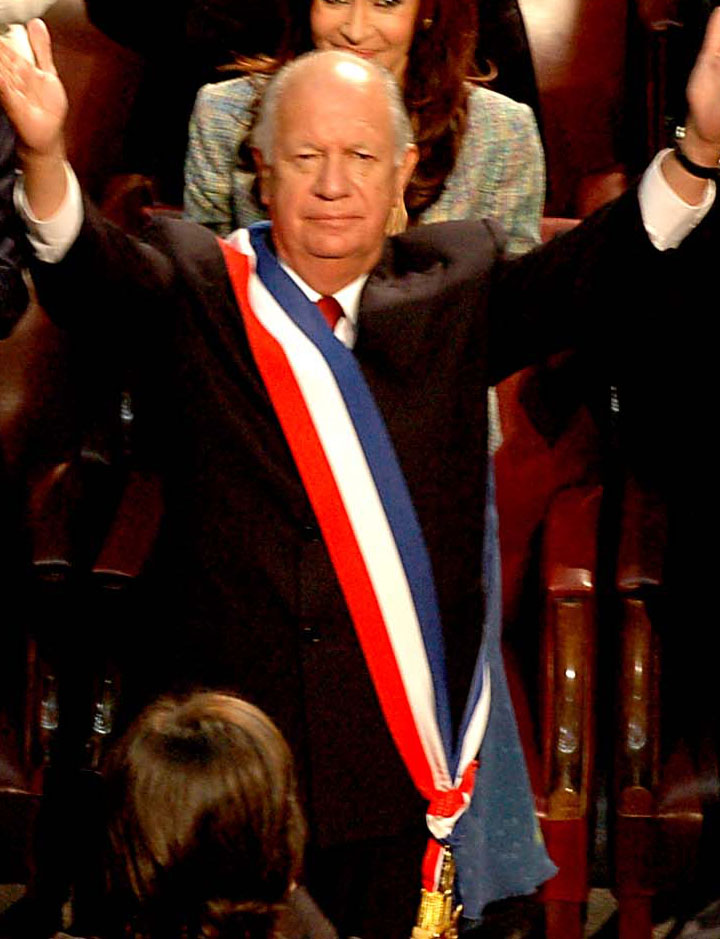
Ricardo Lagos

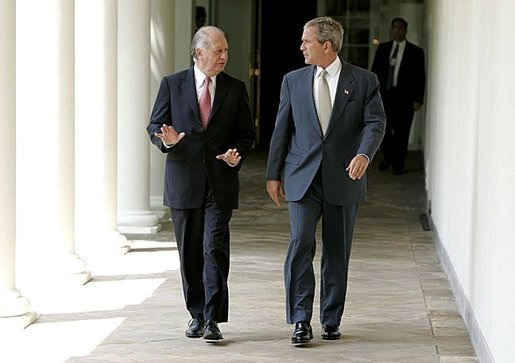
Lagos met George W. Bush

Ricardo Froilán Lagos Escobar (Santiago, 2 maart 1938) is een Chileense jurist, econoom en sociaaldemocratisch politicus. Hij was president van Chili van 2000 tot 2006. Ook was hij minister van onderwijs en openbare werken.

## Lagos als president
Hij won op 16 januari 2000 de verkiezingen met een kleine meerderheid van Joaquín Lavín, die kandidaat was van de UDI. Ricardo Lagos is de derde president van de Concertación, sinds 1990. Op 11 maart 2006 werd hij opgevolgd door Michelle Bachelet van de Partido Socialista de Chile.
Manuel Blanco ·
Agustín Eyzaguirre ·
Ramón Freire ·
Francisco Antonio Pinto ·
Ramón Vicuña ·
Francisco Ruiz-Tagle ·
José Tomás Ovalle ·
Fernando Errázuriz ·
José Joaquín Prieto Vial ·
Manuel Bulnes ·
Manuel Montt ·
José Joaquín Pérez ·
Federico Errázuriz ·
Aníbal Pinto ·
Domingo Santa María ·
Manuel Balmaceda ·
Manuel Baquedano · 
Jorge Montt ·
Federico Errázuriz ·
Aníbal Zañartu ·
Germán Riesco ·
Pedro Montt ·
Elías Fernández ·
Emiliano Figueroa ·
Ramón Barros ·
Juan Luis Sanfuentes ·
Arturo Alessandri ·
Luis Altamirano ·
Pedro Pablo Dartnell ·
Emilio Bello Codesido ·
Arturo Alessandri ·
Luis Barros ·
Emiliano Figueroa ·
Carlos Ibáñez ·
Pedro Opaso ·
Manuel Trucco ·
Juan Esteban Montero ·
Arturo Puga ·
Carlos Dávila ·
Bartolomé Blanche Espejo ·
Abraham Oyanedel ·
Arturo Alessandri ·
Pedro Aguirre Cerda ·
Jerónimo Méndez ·
Juan Antonio Ríos ·
Alfredo Duhalde ·
Vicente Merino ·
Alfredo Duhalde ·
Juan Antonio Iribarren · 
Gabriel González ·
Carlos Ibáñez ·
Jorge Alessandri ·
Eduardo Frei Montalva ·
Salvador Allende ·
Augusto Pinochet ·
Patricio Aylwin ·
Eduardo Frei Ruiz-Tagle ·
Ricardo Lagos ·
Michelle Bachelet ·
Sebastián Piñera ·
Michelle Bachelet ·
Sebastián Piñera ·
Gabriel Boric
- Bibsys: 90130938
- Biblioteca Nacional de Chile: 000036596
- Biblioteca Nacional de España: XX1564701
- Catàleg d'autoritats de noms i títols de Catalunya: 981058617398606706
- CiNii: DA03075345
- Gemeinsame Normdatei: 136081673
- International Standard Name Identifier: 0000 0001 1449 5807
- Library of Congress Control Number: n79045071
- Nationale Bibliotheek van Tsjechië: jx20071112008
- Nationale bibliotheek van Australië: 35780289
- Nationale Bibliotheek van Israël: 987007460501105171
- Nationale Bibliotheek van Polen: a0000003089560
- Nationale en Universitaire bibliotheek Zagreb: 000366790
- Nederlandse Thesaurus van Auteursnamen: 291305288
- Réseau des bibliothèques de Suisse occidentale: 02-A011928475
- SNAC: w6ts1tt8
- Système universitaire de documentation: 085543004
- Trove: 1083943
- Virtual International Authority File: 80486556
- WorldCat: E39PBJpDR7YcRY7Fttd3Tv9bh3